# Mali Moșkî, Ovruci
Mali Moșkî (în ucraineană Малі Мошки) este un sat în comuna Rakivșciîna din raionul Ovruci, regiunea Jîtomîr, Ucraina.

## Demografie
Componența lingvistică a localității Mali Moșkî
     Ucraineană (100%)
Conform recensământului din 2001, toată populația localității Mali Moșkî era vorbitoare de ucraineană (100%).